# Vuelta Ciclista del Uruguay
A Vuelta Ciclista del Uruguay é uma competição de ciclismo de estrada disputada anualmente em abril no Uruguai. Tendo sido disputada pela primeira vez em 1939, é considerada a prova por etapas mais antiga da América.
Embora tenha sido criada em 1939, apenas duas edições foram disputadas até 1946 em função da Segunda Guerra Mundial; desde então, tem sido disputada de forma ininterrupta, chegando a sua 72ª edição em 2015. Por tradição e história, é a principal competição ciclística do Uruguai e uma das principais da América, além de ser a última competição do calendário uruguaio de ciclismo. É geralmente disputada em 10 etapas, com saída e chegada em Montevidéu. O maior vencedor da prova é Federico Moreira, que conquistou a classificação geral por 6 vezes. Já o recordista em vitórias de etapa é Gregorio Bare, com 19 vitórias.
Antes da criação dos Circuitos Continentais da UCI, em 2005, a prova fazia parte do calendário internacional da UCI como prova de categoria 2.5. Desde então, as edições da prova de 2005, 2009-2012 e 2015 fizeram parte do UCI America Tour, como evento de classe 2.2. Nos demais anos (2006-2008 e 2013-2014), o evento foi realizado apenas como uma prova nacional, sem contar pontos para o ranking da UCI.

## Vencedores
| Ano                              | Vencedor                | Segundo                  | Terceiro                 |
| -------------------------------- | ----------------------- | ------------------------ | ------------------------ |
| 1939                             | Leandro Noli            | Paulino García           | Luis Modesto Soler       |
| 1940 Edição não disputada        |                         |                          |                          |
| 1941                             | Abel Vera               | Elbio Barrios            | Atilio François          |
| 1942-1945 Edições não disputadas |                         |                          |                          |
| 1946                             | Atilio François         | Ángel Irigoyen           | Juan de Armas            |
| 1947                             | Atilio François         | Miguel García            | Guillermo Corbella       |
| 1948                             | Atilio François         | Luis Ángel de los Santos | Miguel García            |
| 1949                             | Luis Alberto Rodríguez  | Juan Silva               | Virgilio Pereyra         |
| 1950                             | Virgilio Pereyra        | Primo Zuccotti           | Mario De Benedetti       |
| 1951                             | Próspero Barrios        | Mario De Benedetti       | Luis Ángel de los Santos |
| 1952                             | Dante Sudati            | Luis Serra               | Hugo Machado             |
| 1953                             | Aníbal Donatti          | Juan Bautista Tiscornia  | Mario De Benedetti       |
| 1954                             | Luis Serra              | Sixto García             | Alberto Velázquez        |
| 1955                             | Luis Serra              | Dante Sudati             | Miguel Curto Pérez       |
| 1956                             | Juan Bautista Tiscornia | Walter Moyano            | Mario González           |
| 1957                             | Walter Moyano           | Héctor Castro            | René Deceja              |
| 1958                             | René Deceja             | Pedro Lartegui           | Gabriel Barrios          |
| 1959                             | Héctor Placeres         | Francisco Pérez          | Luis Serra               |
| 1960                             | Walter Moyano           | Héctor Placeres          | René Deceja              |
| 1961                             | Gabriel Barrios         | Rubén Etchebarne         | Ricardo Vázquez          |
| 1962                             | Rubén Etchebarne        | René Deceja              | Walter Moyano            |
| 1963                             | Walter Moyano           | Ricardo Vázquez          | Dardo Sánchez            |
| 1964                             | Walter Moyano           | Francisco Pérez          | Vid Cencic               |
| 1965                             | Juan José Timón         | Walter Moyano            | Claudio Rosa             |
| 1966                             | Tomás Correa            | Walter Moyano            | Roberto Bica             |
| 1967                             | René Deceja             | Luis Breppe              | Alberto Ferrazán         |
| 1968                             | Jorge Correa            | Walter Moyano            | Oscar Almada             |
| 1969                             | Walter Moyano           | Luis Sosa                | Jorge Jukich             |
| 1970                             | Giuseppe Maffeis        | Pedro de Souza           | Luiz Carlos Flores       |
| 1971                             | Pedro de Souza          | Luis Sosa                | Luiz Carlos Flores       |
| 1972                             | Walter Tardáguila       | Jorge Jukich             | Saúl Alcántara           |
| 1973                             | Alberto Rodríguez       | Humberto Grasso          | Adán Mansilla            |
| 1974                             | Rubén Messones          | Giovanni Fedrigo         | Saúl Alcántara           |
| 1975                             | Antonio Díaz            | Jorge Cuccia             | José Mockford            |
| 1976                             | Raúl Labbate            | Walter Tardáguila        | Diver Ferrari            |
| 1977                             | Carlos Alcantara        | Washington Díaz          | Adán Mansilla            |
| 1978                             | Saúl Alcántara          | Juan Carlos Seijo        | Raúl Richiessi           |
| 1979                             | Alan Matías Presa Piíez | Ricardo Rondán           | Omar Roberto Richeze     |
| 1980                             | Juan Carlos Ruarte      | Ricardo Calleri          | Juan Carlos Seijo        |
| 1981                             | Alcides Etcheverry      | Rafael Acevedo           | Héctor Scayola           |
| 1982                             | Pedro Caino             | Federico Moreira         | Juan Carlos Haedo        |
| 1983                             | Eduardo Trillini        | Luis Moyano              | Federico Moreira         |
| 1984                             | Rogelio Arango          | Federico Moreira         | Juan Carlos Seijo        |
| 1985                             | José Asconeguy          | Rubén Cano               | Ramiro Vidal             |
| 1986                             | Federico Moreira        | Alcides Etcheverry       | José Asconeguy           |
| 1987                             | José Asconeguy          | Federico Moreira         | Antonio Quintero         |
| 1988                             | Rubén Companioni        | Eduardo Trillini         | Antonio Hernández        |
| 1989                             | Federico Moreira        | Sergio Tesitore          | Carlos García            |
| 1990                             | Federico Moreira        | Roland Flauyaguet        | Eduardo Trillini         |
| 1991                             | Federico Moreira        | Sergio Llamazares        | Alejandro Beldorati      |
| 1992                             | Andrés Maiztegui        | Sergei Biakov            | Walter Rafael Silva      |
| 1993                             | José Asconeguy          | José Maneiro             | Jamil Suaidem            |
| 1994                             | Viatcheslav Djavanian   | Eugeni Zagrabelny        | Gustavo Figueredo        |
| 1995                             | Gustavo Figueredo       | Oleg Ripa                | Sergio Llamazares        |
| 1996                             | Milton Wynants          | Federico Moreira         | Hernán Cline             |
| 1997                             | Federico Moreira        | Márcio May               | Hernandes Quadri Júnior  |
| 1998                             | Jorge Giacinti          | Sergio Tesitore          | Márcio May               |
| 1999                             | Federico Moreira        | Javier Gómez             | Marlon Pérez Arango      |
| 2000                             | Javier Gómez            | Federico Moreira         | Carlos Quiroga           |
| 2001                             | Javier Gómez            | Alejandro Acton          | Milton Wynants           |
| 2002                             | Gustavo Figueredo       | Federico Moreira         | Alejandro Acton          |
| 2003                             | Luis Alberto Martínez   | Daniel Fuentes           | Jorge Libonatti          |
| 2004                             | Jorge Giacinti          | Daniel Fuentes           | Miguel Direnna           |
| 2005                             | Alvaro Tardáguila       | Daniel Fuentes           | Alejandro Acton          |
| 2006                             | Juan Guillermo Brunetta | Jorge Bravo              | Luis Alberto Martínez    |
| 2007                             | Jorge Bravo             | Sebastián Cancio         | Richard Mascarañas       |
| 2008                             | Richard Mascarañas      | Néstor Pías              | Ramiro Cabrera           |
| 2009                             | Scott Zwizanski         | Ricardo Guedes           | Richard Mascarañas       |
| 2010                             | Richard Mascarañas      | Hernán Cline             | Ramiro Cabrera           |
| 2011                             | Iván Casas              | Darío Díaz               | Jorge Soto               |
| 2012                             | Magno Nazaret           | Tom Zirbel               | Edgardo Simón            |
| 2013                             | Cristian Egídio         | Murilo Affonso           | José Luis Miraglia       |
| 2014                             | Mariano De Fino         | Gonzalo Tagliabúe        | Gregory Duarte           |
| 2015                             | Carlos Oyarzun          | William Chiarello        | Flávio Cardoso           |
| 2016                             | Néstor Pías             | Laureano Rosas           | Richard Mascarañas       |
| 2017                             | Magno Nazaret           | Murilo Affonso           | Flávio Cardoso           |
| 2018                             | Magno Nazaret           | Juan Pablo Dotti         | Agustín Moreira          |
| 2019                             | Walter Vargas           | Cristian Egídio          | Germán Tivani            |
| 2022                             | Agustín Alonso          | Pablo Troncoso           | Fernando Méndez          |
| 2023                             | Jorge Giacinti          | Roderick Asconeguy       | André Gohr               |

### Vitórias por país
| País           | Vitórias |
| -------------- | -------- |
| Uruguai        | 52       |
| Argentina      | 10       |
| Brasil         | 5        |
| Colômbia       | 2        |
| Chile          | 1        |
| Itália         | 1        |
| Cuba           | 1        |
| Rússia         | 1        |
| Estados Unidos | 1        |